# Ptychostomum funkii
Ptychostomum funkii là một loài Rêu trong họ Bryaceae. Loài này được (Schwägr.) J.R. Spence mô tả khoa học đầu tiên năm 2007.